# افزودن فلوراید به آب آشامیدنی

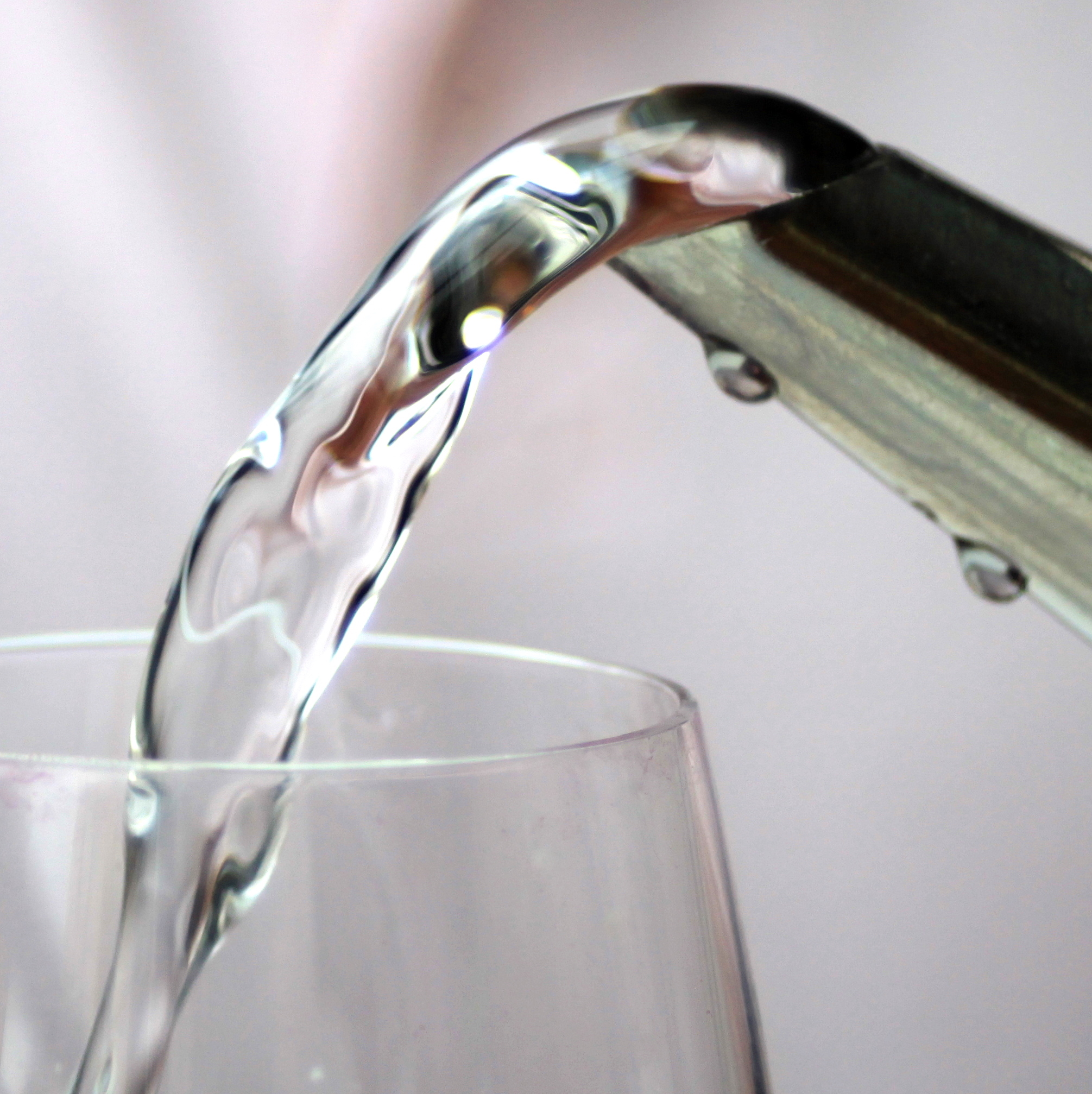
افزودن فلوراید به آب هیچ تغییری در مزه، بو و رنگ آب ایجاد نمی‌کند.

افزودن فلوراید به آب آشامیدنی (به انگلیسی: Water fluoridation) به عمل افزودن فلوراید (یا فلورید) به آب آشامیدنی گفته می‌شود. این عمل ممکن است به خاطر پیشگیری از پوسیدگی دندان انجام شود. برخی پژوهش‌ها نشان از احتمال مضر بودن این عمل بر سلامتی انسان می‌دهند. برای مثال برخی تحقیقات نشان داده که کودکانی که فلوراید بیشتری وارد بدن‌شان می‌شود ضریب هوشی پایین‌تری دارند. هرچند،  در این تحقیق میزان بالای فلوراید در آب آشامیدنی برخی مناطق چین بررسی شده است،  و تحقیقات در زمینه میزان پایین تر فلوراید که برای جلوگیری از پوسیدگی دندان به آب اضافه می‌شود،  هنوز کامل نیستند. بنابراین توصیه‌ی فعلی سازمان بهداشت جهانی، بر اساس تحقیقات فعلی موجود، افزودن میزان کمی فلوراید به آب آشامیدنی‌ست که خصوصاً در مناطق با درآمد پایین و دسترسی کمتر به خدمات دندانپزشکی،  از پوسیدگی دندان جلوگیری می‌کند. [ ۳]